# Eberhard Lauer
Eberhard Lauer (* 1956 in Oberwesel am Rhein) ist ein deutscher Organist und Kirchenmusiker.

## Leben und Wirken
Eberhard Lauer genoss vor dem Abitur eine musikalische Ausbildung bei Kantor Hans-Josef Roth in Viersen (Rheinland). Er studierte die Fächer Kirchenmusik und Orgel ebenfalls unter Roth an der Katholischen Hochschule für Kirchenmusik St. Gregorius in Aachen, wo er 1977 die B-Prüfung (Kirchenmusik) ablegte, in Frankfurt am Main, Düsseldorf (1980 A-Prüfung, 1982 Konzertexamen) und Amsterdam. Die organistische Ausbildung wurde ergänzt durch Studien bei Viktor Scholz, Almut Rößler und Albert de Klerk sowie durch Meisterkurse in Haarlem, Niederlande, und Toulouse, Frankreich, bei Xavier Darasse, Marie-Claire Alain und Luigi Ferdinando Tagliavini (Literatur), Hans Haselböck und André Isoir (Improvisation) sowie Colin Tilney und Kenneth Gilbert (Cembalo).
Zusätzlich studierte Lauer Musikwissenschaft und Philosophie an der Universität Hamburg und schloss mit der Magisterprüfung ab.
Eberhard Lauer ist Preisträger diverser Wettbewerbe. So gewann er 1984 den 1. Preis beim Internationalen Orgelwettbewerb Nürnberg und 1985 ebenfalls den 1. Preis beim Internationalen Orgelwettbewerb „Dom zu Speyer“.
1982 wurde Eberhard Lauer Kirchenmusiker an der ehemaligen Pfarrkirche St. Marien in Hamburg, dem heutigen Mariendom, der Kathedralkirche des Erzbistums Hamburg, wo er  einer umfassenden Tätigkeit als Organist (Aufführung der Gesamtwerke von Bach, Brahms, Franck, Mendelssohn, Messiaen und Schumann), Dirigent (Chormusik und Oratorien) und Cembalist nachgeht. Seine besondere Vorliebe gilt dem Liturgischen Orgelspiel sowie dem Gregorianischen Choral. 1987 wurde er zum Kirchenmusikdirektor ernannt.
Ab 1984 leitete Eberhard Lauer eine Orgelklasse an der Musikhochschule Lübeck. 2000 wurde er zum Professor ernannt.
Daneben gibt er als Organist regelmäßig Konzerte im In- und Ausland. CD-, Rundfunk- und Fernsehaufnahmen dokumentieren seine künstlerische Tätigkeit.
Zum 1. September 2022 ging Eberhard Lauer in den Ruhestand. Sein Nachfolger wurde Christian Weiherer.

## Diskographie (Auswahl)
- Franz Liszt: Orgelwerke (Motette)
- F. Mendelssohn Bartholdy: Sonaten (ambitus)
- Symphonien von Widor und Vierne (ambitus)
- Bach (FSM)
- Werke von Bach, Böhm, Bruhns, Buxtehude, Eben, Ives, Karg-Elert, Walther, Widor (ambitus)
- Olivier Messiaen: Orgelwerke (ambitus)

## Nachweise
1. ↑  Christian Weiherer wird neuer Dommusikdirektor – St. Marien-Dom Hamburg. Abgerufen am 13. Januar 2022.

| Personendaten    | Personendaten                         |
| ---------------- | ------------------------------------- |
| NAME             | Lauer, Eberhard                       |
| KURZBESCHREIBUNG | deutscher Organist und Kirchenmusiker |
| GEBURTSDATUM     | 1956                                  |
| GEBURTSORT       | Oberwesel                             |